# Pawlo Petrenko

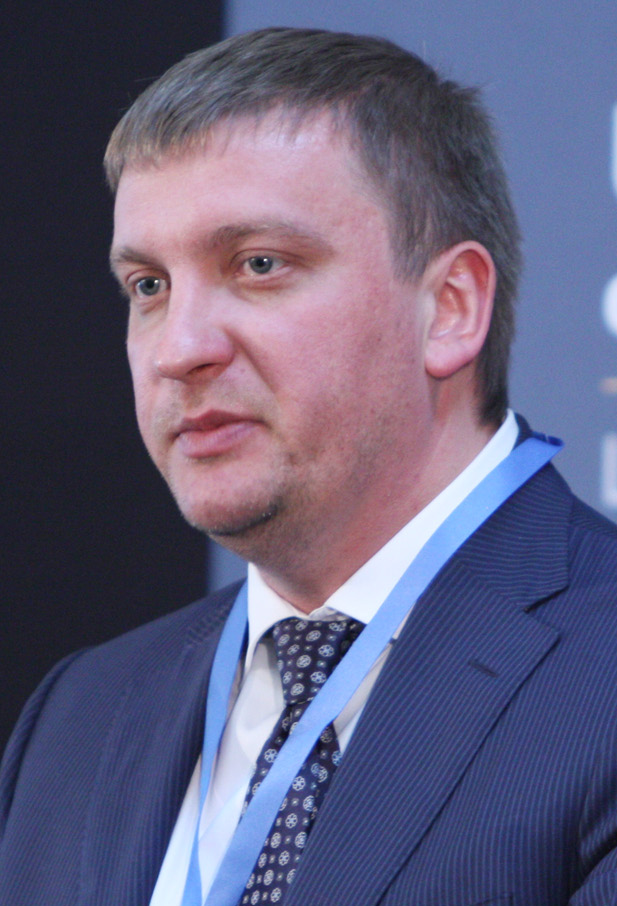
Pawlo Petrenko

Pawlo Dmytrowytsch Petrenko (engl. Transkription Pavlo Petrenko; * 17. Juli 1979 in Czernowitz, Oblast Tscherniwzi, Ukrainische SSR) war vom 3. März 2014 bis zum 29. August 2019 Justizminister der Ukraine.

## Lebenslauf

### Bildung
Petrenko schloss sein Studium der Rechtswissenschaft an der Nationalen Jurij-Fedkowytsch-Universität Czernowitz 2001 mit Auszeichnung ab und arbeitete im Anschluss als Rechtsanwalt. 2004 studierte er an der Ukrainischen Staatlichen Universität für Finanzen und Außenhandel internationales Management.
2014 wurde er Doktor der Rechtswissenschaften.

### Politische Karriere
Er war vom 12. Dezember 2012 bis zum 3. März 2014 für Julija Tymoschenkos Partei „Vaterland“ Abgeordneter der Werchowna Rada. 
Am 15. Juni 2013 wurde er, nach der Vereinigung von „Vaterland“ mit der Partei Front der Veränderungen (Front Smin) von Arsenij Jazenjuk zu einer Vereinigten Opposition, zum stellvertretenden Vorsitzenden der „Vaterland“-Partei gewählt. Mit Arsenij Jazenjuk verbindet ihn, seit ihrer gemeinsamen Studienzeit an der Universität Czernowitz, ein freundschaftliches Verhältnis.
Nach der Regierungsübernahme im Zuge der Ereignisse des Euromaidan durch das erste Kabinett Jazenjuk erhielt Petrenko das Amt des Justizministers und wurde nach der Parlamentswahl 2014, bei der er auf Listenplatz 11. der Volksfront-Partei kandidierte, in diesem Amt bestätigt. Im September 2014 war er, neben Oleksandr Turtschynow und dem regierenden Ministerpräsidenten Arsenij Jazenjuk, Mitbegründer der Partei Volksfront. Des Weiteren ist er Mitglied im Nationalen Sicherheits- und Verteidigungsrat der Ukraine. Am 8. Juli 2014 beantragte Petrenko beim regionalen Verwaltungsgericht das Verbot der KPU, da es zahlreiche Beweise für deren illegale Aktivitäten gebe, wie die Unterstützung der prorussischen Separatisten mit Geld und Waffen.